# Malaltia de Binswanger
La malaltia de Binswanger és una condició caracteritzada per un progressiu deteriorament mental que s'inicia a partir dels 50-65 anys amb afàsia, hemianòpsia, hemiparèsia i hemihiperestèsia, juntament amb atacs d'apoplexia, crisis epilèptiques i períodes d'agitació psicomotriu. Des del punt de vista patològic la condició es caracteritza per "una pronunciada atròfia de la matèria blanca, bé confinada a una o dues circumvolucions, bé en diverses seccions de l'hemisferi", definida em 1894 per Otto Binswanger.

## Anatomia patològica
Les anormalitats patològiques observades en la necròpsia dels pacients amb malaltia de Binswanger es troben localitzades a tota la matèria blanca dels hemisferis cerebrals i cereberals i en les artèries i arterioles que reguen el cervell. La superfície externa del cervell roman normal. Les alteracions són més evidents a les regions periventriculars i, sovint són evidents múltiples infarts llacunars presents en els ganglis de la base, el tàlem, la protuberància i la matèria blanca cerebral.
La pèrdua de mielina és extensa, en particular en les regions periventriculars respectant les fibres en U de les revoltes més profundes, les radiacions òptiques i les càpsules interna i externa. El cos callós es manté normal encara que és una mica més fi. Microscòpicament, s'observen focus de necrosi i àrees d'infarts antics i recents

## Aspectes clínics
El curs de la malaltia és variable, però en la major part dels pacients, la malaltia evoluciona al llarg de 5 a 10 anys. Els símptomes apareixen cap a la sisena o setena dècada, i afecten homes i dones per igual. La major part dels subjectes tenen història d'un o més ictus, sovint amb hemiparèsia amb troballes típiques d'infarts lacunars en els estudis amb imatges. En alguns pacients els dèficits neurològics són més complexos i impliquen funcions cognitives, anormalitats de la visió (hemianopia) i alteracions de la conducta. Durant el desenvolupament dels símptomes clínics, poden presentar convulsions.
Gradualment, s'estableix una progressió dels signes neurològics al llarg de diversos anys, amb períodes d'estabilització i fins i tot d'una certa millora. Les anormalitats neurològiques elementals gairebé sempre són paral·leles a les cognitives i conductuals. Gairebé sempre hi ha alteracions de la marxa, amb passos curts i lents i símptomes similars als del Parkinson. Els símptomes relacionats amb la disfunció del tracte piramidal inclouen debilitat, hiperreflèxia i espasticitat. Són especialment freqüents signes pseudobulbars amb disàrtria, disfàgia, plor fàcil i mandíbula hiperactiva.
Des del punt de vista cognitiu i de la conducta, els pacients mostren apatia, disminució de l'interès, pèrdua de memòria i de les funcions visual-espacials encara que no tan accentuades com en els pacients amb Alzheimer o amb malaltia de Pick. Els pacients terminals poden patir demència amb un munt de signes motors piramidals, extrapiramidals i pseudobulbars.

## Factors de risc
Molts autors consideren que la malaltia de Binswanger és una manifestació de la hipertensió que ocasiona canvis degeneratius en les artèries penetrants. Així, s'ha comprovat que el 94% dels subjectes amb malaltia de Binswanger eren hipertensos. No obstant això, també són factors de risc altres malalties vasculars degeneratives com la diabetis, trombocitosi i hiperlipidèmia.
En molts pacients amb malaltia de Binswanger s'ha trobat angiopatia amiloide cerebral, amb dipòsits de substància amiloide en les capes mitjana i adventícia de les artèries cerebrals de petit i mitjà calibre. També alguns autors associen el cadasil a la malaltia de Binswanger atès que les troballes per imatges són molt similars en els dos casos.

## Diagnòstic
Encara que la tomografia computada pot mostrar canvis en la matèria blanca caracteritzats per atenuació i baixa densitat, la RM és clarament més sensible mostrant una disminució de la intensitat en les imatges en T1 i una hiperintensitat de les en T2 de la matèria blanca. En la TC s'observen infarts lacunars en la substància blanca i en els ganglis basals, leucoaraiosi voltant de les banyes frontals i regió parietooccipital i hidrocèfal moderat. No obstant això, són diverses les condicions que produeixen imatges semblants, de manera que el diagnòstic només pot ser anatomopatològic.
L. R. Caplan ha estudiat els nivells de fibrinògen en pacients amb anormalitats de la matèria blanca observades per RMN observant que hi ha una correlació entre la magnitud de la lesió trobada i els nivells de fibrinogen, concloent que el fibrinogen i la viscositat de la sang poden tenir un paper important en els pacients amb malaltia microvascular.

## Tractament
El tractament es basa en el control i modificació dels factors de risc vascular, en particular de la hipertensió. Alguns autors suggereixen reduir l'hematòcrit quan aquest es troba per sobre del 45% (l'hematòcrit està directament relacionat amb els nivells de fibrinogen i amb la viscositat de la sang). La reducció de l'hematòcrit s'aconsegueix per flebotomia. També s'ha utilitzat amb èxit una tècnica de plasmafèresi anomenada HELP (Heparine-mediated extracorporeal Low-density lipoprotein / fibrinogen Precipitation) per reduir els nivells de fibrinogen. Alguns fàrmacs que tenen un modest efecte sobre el fibrinogen són els olis omega-3, la ticlopidina, el bezafibrat i possiblement la pentoxifil·lina.